# Erika Seyama
Erika Nonhlanhla Seyama (Lubombo, 19 gennaio 1994) è un'altista swati.

## Palmarès
| Anno | Manifestazione          | Sede       | Evento        | Risultato | Prestazione | Note |
| ---- | ----------------------- | ---------- | ------------- | --------- | ----------- | ---- |
| 2016 | Campionati africani     | Durban     | Salto in alto | 11ª       | 1,65 m      |      |
| 2017 | Universiadi             | Taipei     | Salto in alto | 14ª (q)   | 1,70 m      |      |
| 2018 | Giochi del Commonwealth | Gold Coast | Salto in alto | 13ª       | 1,70 m      |      |
| 2018 | Campionati africani     | Asaba      | Salto in alto | Oro       | 1,80 m      |      |
| 2019 | Universiadi             | Napoli     | Salto in alto | 19ª (q)   | 1,70 m      |      |
| 2019 | Mondiali                | Doha       | Salto in alto | 29ª (q)   | 1,70 m      |      |

## Altre competizioni internazionali
2018
- 7ª in Coppa continentale ( Ostrava), salto in alto - 1,77 m